# Непростимо (теленовела, 2015)
Непростимо (на испански: Lo imperdonable) е мексиканска теленовела, режисирана от Моника Мигел, Виктор Мануел Фульо и Алберто Диас и продуцирана от Салвадор Мехия за Телевиса през 2015 г. Версията, създадена от Химена Суарес и адаптирана във финалната част от Рикардо Фиайега, е базирана на теленовелите Лъжата (1998) и Непростимо (1975), създадени по едноименните оригинални истории на мексиканската писателка и сценаристка Каридад Браво Адамс, и романа, на който не е правена телевизионна адаптация, Цинцунцан, нощта на мъртвите, от същата писателка.
В главните роли са Ана Бренда Контрерас и Иван Санчес, в главните поддържащи роли – Клаудия Рамирес, Серхио Сендел, Себастиан Сурита и Габи Меядо, а в отрицателните роли са Гретел Валдес, Гилермо Гарсия Канту и Хуан Анхел Еспарса. Специално участие вземат първите актьори Хуан Ферара и Делия Касанова.

## Сюжет
В малкото и отдалечено селце Мина Ескондида пристига Мартин Сан Телмо, където неговият полубрат – Деметрио, живее и работи в мина за злато. При пристигането си Мартин научава, че Деметрио се е самоубил след като сърцето му е било разбито от безсърдечна и амбициозна жена. Малко по – късно Мартин събира улики, които са довели брат му до този край. Следите го отвеждат до град Мексико, имението на милионерите Прадо-Кастело, които са собственици на най-големите и важни бижутерии в страната. Според информацията, която открива, жената, заради която Деметрио си е отнел живота, живее точно в тази къща, а името ѝ започва с името В – Деметрио е оставил след себе си едно колие с инициала В и името Прадо-Кастело гравирано върху него.
Мартин се запознава с две млади жени там – Вероника и Вирхиния Прадо-Кастело. Двете са племенници в семейството. Вирхиния е невинна и нежна, а Вероника – силна и смела. Без да знае коя от двете е виновната, Мартин е излъган след поредица от съвпадения и слухове. Накрая повярва, че жената, която търси, е Вероника. Така, той започва своя план за отмъщение: първо да ухажва Вероника, после да я съблазни и дори да я подтикне да се влюби в него, за да ѝ предложи брак, а тя да не може да му откаже. След сватбата, Вероника е буквално отвлечена и отведена в Мина Ескондида – мястото, където Деметрио се е самоубил. Мартин е решен да превърне живота ѝ в ад и така да ѝ отмъсти за смъртта на брат си.

## Актьори
- Ана Бренда Контрерас – Вероника Прадо-Кастело / Вероника Мартинес Кастия
- Иван Санчес – Мартин Сан Телмо Баястерос
- Гретел Валдес – Вирхиния Прадо-Кастело
- Серхио Сендел – Емилиано Прадо-Кастело Дуран
- Хуан Ферара – Хорхе Прадо-Кастело
- Клаудия Рамирес – Магдалена Кастия де Ботел
- Гилермо Капетийо – Отец Хуан
- Алисия Мачадо – Клаудия Ордас
- Габи Меядо – Ана Перла Санчес Алварес
- Себастиан Сурита – Пабло Идалго
- Освалдо де Леон – Даниел Фернандес
- Салвадор Санчес – Дон Кресенио Алварес
- Пати Диас – Раймунда Алварес де Аройо
- Хуан Анхел Еспарса – Мануел Санчес Алварес
- Делия Касанова – Матилде Торес
- Патси – Салма Дуран де Прадо-Кастело
- Роберто Баястерос – Хоакин Аройо
- Марсело Букет – Акилес Ботел
- Гилермо Гарсия Канту – Аарон Мартинес
- Лус Мария Херес – Лусия Идалго
- Габриела Голдсмит – Монсерат Виванко вдовица де Де ла Коркуера
- Таня Лисардо – Бланка „Бланкита“ Аройо Алварес
- Рикардо Франко – Хулио Луна
- Мар Контрерас – Нансияга
- Гонсало Виванко – Пиер
- Джаки Соуса – Мариана де ла Коркуера Виванко
- Камил Асури – Аполинар „Поло“ Аройо Алварес
- Раул Маганя – Алфредо Диас
- Натали Уманя – Ирери
- Пабло Монтеро – Деметрио Силвейра Баястерос
- Дана Гарсия – Ребека Рохо Гевара
- Фелипе Флорес – Успин
- Сусана Диасаяс – Габи
- Алан Слим – Артуро Уерта
- Елса Карденас – Ховита
- Артуро Барба – Клементе Мартинес
- Родриго Мехия – Николас
- Серхио Акоста – Медел
- Диего Оливера – Херонимо Дел Вияр
- Рут Росас – Томасина
- Франсиско Авенданьо – Алдо
- Силвия Манрикес – Майката на Мартин и Деметрио
- Мишел Дувал – Тео
- Хуан Бертау – Лоренсо

## Премиера
Премиерата на Непростимо е на 20 април 2015 г. по Canal de las Estrellas. Последният 121. епизод е излъчен на 4 октомври 2015 г.
| Година | Излъчване              | Брой епизоди | Премиера      | Премиера | Финал           | Финал   |
| Година | Излъчване              | Брой епизоди | Дата          | Рейтинг  | Дата            | Рейтинг |
| ------ | ---------------------- | ------------ | ------------- | -------- | --------------- | ------- |
| 2015   | понеделник-петък 21:25 | 121          | 20 април 2015 | 21.4     | 4 октомври 2015 | 19.2    |

## Продукция
Снимките на теленовелата започват на 17 февруари 2015 г. и завършват на 10 септември 2015 г. в областта Уастека Потосина и град Мексико.

## Екип
- Оригинална история – Каридад Браво Адамс
- Версия и либрето – Химена Суарес, Рикардо Фиайега
- Ко-адаптация – Жанели Лий, Алехандра Диас, Марисол Барбабоса, Клаудия Веласко
- Литературна редакция – Рикардо Техеда, Беренис Рамирес
- Литературен консултант – Исабел де Сара
- Сценография – Диего Ласкурайн, Алфредо Лоренсо
- Декор – Есперанса Кармона, Емануел Дуран
- Дизайн на костюми – Силвия Теран, Фернандо Камарго, Хуан Мануел Мартинес
- Начална музикална тема – Tu respiración
- Изпълнител – Чаян
- Автори – Фернандо Роси, Пабло Дуран, Елмер Фигероа Арсе
- Крайна музикална тема – Como perdonar
- Изпълнител – Ана Бренда
- Автори – Евелин де ла Лус Нието Агире, Едуардо Чавес Силва
- Музикален координатор – Луис Алберто Диасаяс
- Редактори – Марко Антонио Роча, Алфредо Фрутос Маса
- Асистент-редактори – Роберто Торес Бусио, Алехандра Гутиерес
- Директори продукция – Джесика Морено, Мануел Арчила
- Координатори продукция – Беатрис де Анда, Алфонсо Лопес
- Главен координатор – Лаура Места Кордеро
- Режисьор на диалози – Хорхе Роблес
- Асистент-оператори – Лорена Хименес, Абнер Обед
- Асистент-режисьори – Александер Арана, Леонардо Миранда
- Асистент-продуценти – Беренис Рамирес, Серхио Пичардо, Карел Флорес, Фабиола Монрой
- Продуцент – Аарон Гутиерес Мендес
- Оператори – Алехандро Фрутос Маса, Хесус Нахера Саро
- Режисьори – Моника Мигел, Виктор Мануел Фульо, Алберто Диас
- Изпълнителен продуцент – Салвадор Мехия

## Саундтрак
Списък с песните към теленовелата:
| Номер | Песен                                                                | Продължителност | Бележка       |
| ----- | -------------------------------------------------------------------- | --------------- | ------------- |
| 1     | „Tú respiración“ в изп. на Chayanne                                  | 4:06            | Начална песен |
| 2     | „Tú estás siempre en mi mente“ в изп. на Хуан Габриел и Еспиноса Пас | 3:56            |               |
| 3     | „Cómo perdonar“ в изп. на Ана Бренда                                 | 2:35            | Крайна песен  |

## Награди и номинации
Награди TVyNovelas 2016
| Категория                            | Номиниран       | Резултат   |
| ------------------------------------ | --------------- | ---------- |
| Най-добра актриса в отрицателна роля | Гретел Валдес   | Номинирана |
| Най-добра актриса в поддържаща роля  | Клаудия Рамирес | Номинирана |
| Най-добър актьор в поддържаща роля   | Освалдо де Леон | Номиниран  |

Награди Juventud 2016
| Категория                | Номиниран                         | Резултат   |
| ------------------------ | --------------------------------- | ---------- |
| Любима актриса           | Ана Бренда Контрерас              | Номинирана |
| Най-добра музикална тема | Tu Respiración в изп. на Chayanne | Печели     |

## Версии
- Лъжата (1952), филм, режисиран от Хуан Х. Ортега. С участието на Марга Лопес, Хорхе Мистрал и Джина Кабрера.
- Лъжата (1965), теленовела режисирана и продуцирана от Ернесто Алонсо за Телевиса. С участието на Хулиса, Енрике Лисалде и Фани Кано.
- Calúnia (1966), бразилска теленовела за TV Tupi. С участието на Фернанда Монтенегро, Серхио Кардосо и Хеорхия Хомиде.
- Лъжата (1970), филм, режисиран от Емилио Гомес Муриел. С участието на Хулиса, Енрике Лисалде и Бланка Санчес
- Непростимо (1975), мексиканска теленовела, режисирана от Алфредо Салданя и продуцирана от Ернесто Алонсо за Телевиса. С участието на Ампаро Ривейес, Армандо Силвестре и Рохелио Гера.
- Любовта никога не умира (1982), теленовела, режисирана от Алфредо Салданя и продуцирана от Ернесто Алонсо за Телевиса. С участието на Кристиан Бах, Франк Моро и Силвия Паскел.
- Лъжата (1998), теленовела, продуцирана от Карлос Сотомайор за Телевиса. С участието на Кейт дел Кастийо, Гай Екер и Карла Алварес.
- Клетва за отмъщение (2008), теленовела, продуцирана за Телемундо. С участието на Наталия Страйгнард, Освалдо Риос и Доминика Палета.
- Когато се влюбиш (2010), теленовела, продуцирана от Карлос Морено за Телевиса. С участието на Силвия Наваро, Хуан Солер и Джесика Кох.
- Coraçőes Feridos (2010, излъчена през 2012), бразилска теленовела за SBT. С участието на Патрисия Барос, Флавио Толесани и Синтия Фалабела.

## В България
Премиерата на сериала е на 30 октомври 2015 г. по Диема Фемили и приключва на 18 април 2016 г. Второто излъчване започва на 24 април 2017 г. по Диема Фемили и завършва на 10 октомври 2017 г. На 29 ноември 2017 г. започва третото излъчване на теленовелата, като на 8 декември 2017 г. е преустановено излъчването на сериала, поредицата е подновена на 9 януари 2018 г., по същата телевизия. Ролите се озвучават от артистите Яница Митева, Силвия Русинова, Петя Миладинова, Георги Георгиев-Гого, Васил Бинев и Александър Митрев. Преводач е Силвия Илиева, а режисьор на дублажа – Димитър Кръстев.